# Jon Caramanica
Jon Caramanica (sinh 1975) là nhà báo và nhà phê bình nhạc pop người Mỹ, thường viết cho The New York Times. Anh cũng nổi tiếng với các bài viết về nhạc hip hop.

## Tiểu sử
Sinh ra ở Brooklyn, New York, Caramanica nhận bằng cử nhân của Đại học Harvard vào năm 1997, sau đó anh theo học tại Goldsmiths, Đại học Luân Đôn. Anh đã xuất bản các bài báo trên Rolling Stone và Spin, trước khi trở thành cây viết cao cấp đóng góp cho XXL. Năm 2006, anh rời XXL để đảm nhiệm vị trí biên tập viên âm nhạc cho Vibe và giữ vị trí này cho đến khi rời tạp chí vào năm 2008. Anh bắt đầu làm việc cho The New York Times vào năm 2010, sau một thời gian làm cây viết tự do cho tờ báo này. Anh cũng đảm nhiệm vai trò dẫn chương trình cho podcast âm nhạc Popcast. Năm 2020, anh cho biết đang thực hiện một cuốn sách vềKanye West.